# Graduale Ecclesiae Parisiensis

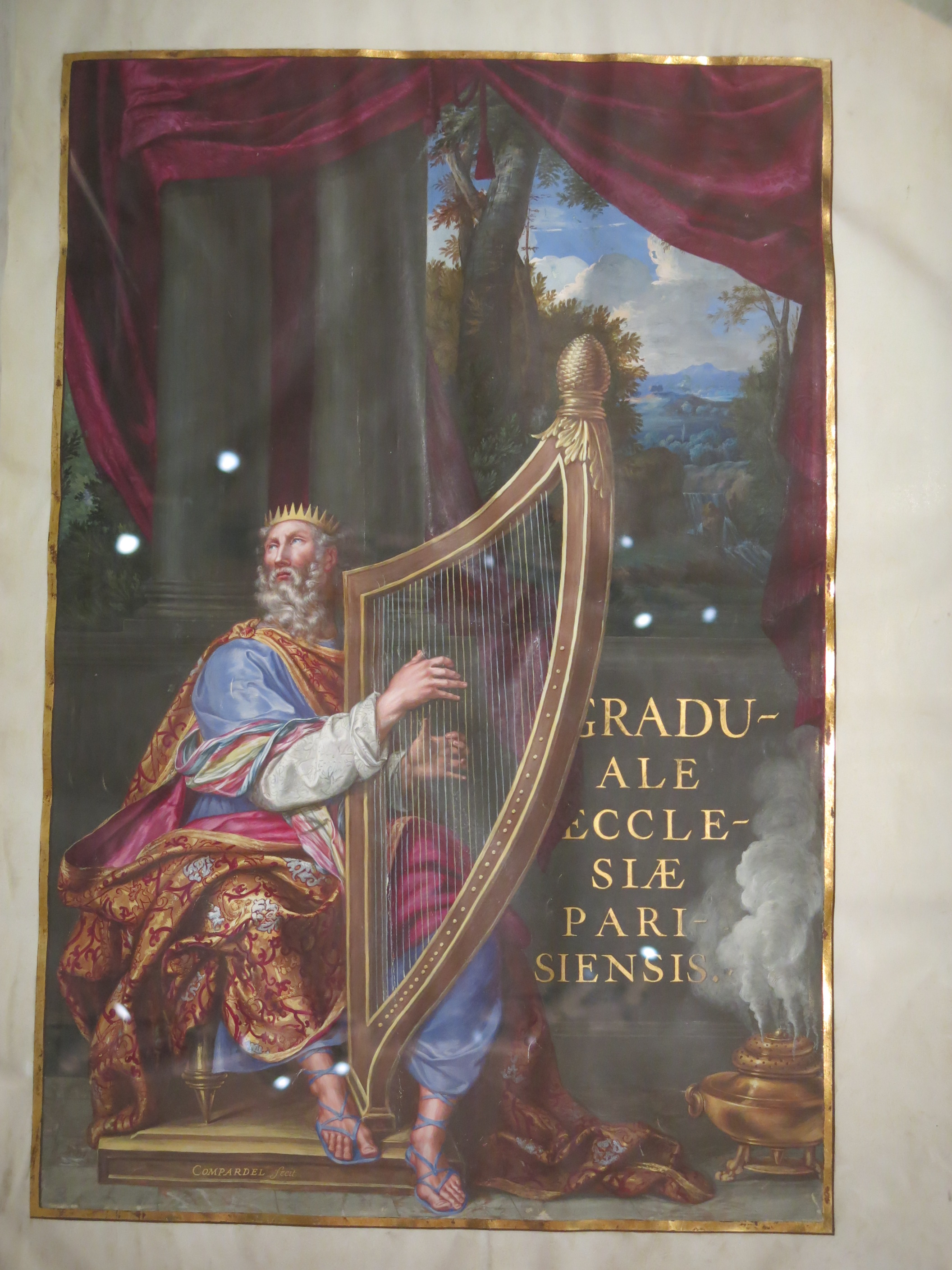
Graduale Ecclesiae Parisiensis in der Ausstellung Le trésor de Notre-Dame de Paris im Museum des Louvre in Paris

Das Graduale Ecclesiae Parisiensis ist ein Choralbuch in acht Bänden. Sieben Bände wurden zwischen 1669 und 1671 für die Kathedrale Notre-Dame in Paris angefertigt. Im Jahr 1827 wurden sie durch einen achten Band ergänzt. Obwohl sich im 17. Jahrhundert der Buchdruck bereits durchgesetzt hatte, sind die Choralbücher illuminierte Handschriften. Sie werden, mit einer Ausnahme, im Département de la Musique der Bibliothèque nationale de France aufbewahrt.
Der vierte Band des Graduale mit dem Titel Gradualis de tempore Ecclesiae Parisiensis pars III incipiens a dominica tertia post Pentecosten usque ad dominicam I. Adventus exclusive ist im Rahmen der Ausstellung Le trésor de Notre-Dame de Paris (Der Kirchenschatz von Notre-Dame) im Museum des Louvre in Paris zu sehen.

## Geschichte
Die ersten sieben Bände des Graduale Ecclesiae Parisiensis wurden zwischen 1669 und 1671 im Auftrag des Chorherrn Duhamel für die Kathedrale Notre-Dame erstellt. Sie stehen in Zusammenhang mit der Erneuerung der Liturgie ab 1662 in der Diözese Paris, die damals zum Erzbistum erhoben wurde.
Die Bücher wurden im Lettner der Kathedrale Notre-Dame aufbewahrt, wo eine Person eigens für sie zuständig war. Für den Gebrauch während der Messe wurden die Bücher auf ein Pult in der Mitte des Chors gelegt.
Nach der Auflösung des Domkapitels im Jahr 1790 wurden die Choralbücher in das Département des Manuscrits der Bibliothèque nationale überführt. Bereits unter Kaiser Napoleon I. mussten sie auf Anordnung des damaligen Innenministers Jean-Antoine Chaptal wieder an die Kathedrale Notre-Dame zurückgegeben werden, wo die Bücher, die nach 1871 im Gottesdienst nicht mehr in Gebrauch waren, bis zu ihrer Eingliederung ins Département de la Musique der Bibliothèque nationale im Jahr 2010 blieben.
Ein Band, der im Jahr 1974 in die Base Palissy, die Liste der Monuments historiques (Objekte) aufgenommen wurde, wird im Kirchenschatz der Kathedrale Notre-Dame aufbewahrt.

## Beschreibung
Die Einbände der noch im 17. Jahrhundert entstandenen Bücher bestehen aus zwei mit Schweinsleder bezogenen Holzdeckeln, die mit Fleur-de-Lys verziert sind. Die unteren Kanten und die Ecken sind mit Kupfer verstärkt. Die Bücher haben eine Höhe von 80 cm und eine Breite von 57 cm. Der Text ist in lateinischer Sprache verfasst und auf Pergament geschrieben. Die Buchstaben der Initialen sind mit Blattgold belegt.
Für die Handschriften sind Jean Fossard und Étienne Damoiselet als Kopisten belegt, wobei die Überschriften und Initialen von Étienne Damoiselet (maître écrivain) ausgeführt wurden. Die Buchmalereien stammen von dem Miniaturenmaler Étienne Compardel.
Die acht Bände haben folgende Titel:
- Band I: Gradualis de tempore Ecclesiae Parisiensis pars prima incipiens a dominica I. Adventus usque ad VI. post epiph. Domini inclusive.
- Band II: Gradualis sanctorum Ecclesiae Parisiensis pars II incipiens a die 30 novembris festo s. Andreae ad diem I. maii festum s. Jacobi.
- Band III: Gradualis de tempore Ecclesiae Parisiensis pars III incipiens a dominica Resurrectionis usque ad festum Corporis Christi exclusive.
- Band IV: Gradualis de tempore Ecclesiae Parisiensis pars III incipiens a dominica tertia post Pentecosten usque ad dominicam I. Adventus exclusive.
- Band V: Gradualis sanctorum Ecclesiae Parisiensis pars IIII incipiens a festo Corporis Christi usque ad festum susceptionis s. Coroneae spin[eae].
- Band VI: Gradualis Ecclesiae Parisiensis pars quarta in qua continentur...
- Band VII: Gradualis sanctorum Ecclesiae Parisiensis pars V incipiens a festo sancti Bernardi usque ad festum sanctae Ceciliae inclusiv.
- Band VIII: Gradualis sanctorum Ecclesiae Parisiensis supplementum. Parisiis manu et industria Johannis Dionysii Chandora, unius ex ejusdem Ecclesiae cantoribus, anno MDCCCXXVII.[6]

Die einzelnen Bände des Graduale enthalten die Texte des Propriums der heiligen Messe an den Sonntagen und Festen der jeweiligen Zeit im Kirchenjahr mit den gregorianischen Melodien. Das große Format von 80 × 57 cm weist darauf hin, dass die Bücher nicht für den einzelnen Sänger bestimmt waren, sondern dass aus ihnen eine Gruppe von Sängern (Schola) singen konnte.

### Band IV
Band IV mit dem Titel Gradualis de tempore Ecclesiae Parisiensis pars III incipiens a dominica tertia post Pentecosten usque ad dominicam I. Adventus exclusive weist drei Blätter ohne Seitenangabe und 168 paginierte Seiten auf. Auf der Rückseite des Buchdeckels befindet sich das Inhaltsverzeichnis, auf der zweiten nicht paginierten Seite ist König David dargestellt, der auf der Harfe spielt und den Blick zum Himmel richtet. Die Darstellung verweist auf die Funktion des Choralbuchs und unterstreicht die Bedeutung des Gesangs und die Rolle des biblischen Königs, der selbst Psalmen und Lobpreisungen verfasst haben soll. Auf dem Podest, auf dem der Thron Davids steht, ist die Signatur „COMPARDEL fecit“ zu erkennen. Die dritte nicht paginierte Seite enthält den Titel des Bandes. Unter dem Titel stehen die Namen der Kopisten („manu et industria“), in goldenen Buchstaben „JOHANNIS FOSSARD“ und in einem goldenen Band „necnon Stephani Damoiselet, litterarum capitalium titulorumque scriptoris“, darunter die Jahreszahl 1669.

### Band V
Band V mit dem Titel Gradualis sanctorum Ecclesiae Parisiensis pars IIII incipiens a festo Corporis Christi usque ad festum susceptionis s. Coroneae spin umfasst zwei nicht paginierte Blätter und 188 Seiten. Auf der zweiten Blatt steht der Titel, darunter werden wie in Band IV die Kopisten („manu et industria Joannis Fossard, necnon Stephani Damoiselet, litterarum capitalium titulorumque scriptoris“) genannt und die Jahreszahl 1670. Über den Kapiteln sind die Seiten oben mit Miniaturen verziert, auf denen am Fest Fronleichnam das Letzte Abendmahl, am 29. Juni das Martyrium der Apostel Petrus und Paulus, der Tod Mariens, Maria Magdalena, die Jesus die Füße salbt, das Martyrium des Apostels Jakobus und der Apostel Petrus im Gefängnis dargestellt sind.
Auf dem Bild des Marientodes ist auf dem hölzernen Podest, auf dem das Bett Marias steht, die Signatur des Malers „Compardel fecit“ zu erkennen. Der Band wurde im Jahr 1819 restauriert, worauf der Vermerk „RÉPARÉ PAR J. D. CHANDORA, B.T.lle“ auf der letzten Seite verweist.

### Band VII
Der letzte der im 17. Jahrhundert erstellten Bände mit dem Titel Gradualis sanctorum Ecclesiae Parisiensis pars V incipiens a festo sancti Bernardi usque ad festum sanctae Ceciliae inclusiv umfasst zwei Blätter und 214 Seiten. Das erste Blatt enthält das Inhaltsverzeichnis, das zweite Blatt den Titel des Bandes mit dem Verweis auf die Kopisten und die Jahreszahl 1670. Die Seite 8 enthält einen Vermerk, der besagt, dass die ersten acht Seiten des Buches während der Französischen Revolution zerstört und im Auftrag des Domkapitels im Jahr 1819 erneuert wurden. Auf Seite 9 ist oben über dem Introitus am Fest des heiligen Apostels Bartholomäus (24. August) eine Malerei mit der Darstellung des Martyriums des heiligen Bartholomäus zu sehen. Auf weiteren Miniaturen sind jeweils vor dem Tecxt der Festmesse des Heiligen der Tod Ludwigs des Heiligen, der heilige Augustinus, die Enthauptung von Johannes dem Täufer, die Berufung des Apostels Matthäus, Kosmas und Damian, Erzengel Michael, Schutzengel, der Lukas, der heilige Martin von Tours, der seinen Mantel mit einem Bettler teilt, die heilige Cäcilia mit Engeln und Musikinstrumenten.
Auf der Seite 113, am Ende der heiligen Messe am Fest des Erzengels Michael, ist unten eine Darstellung des Mont-Saint-Michel zu sehen.